# Jorge Faurie
Jorge Marcelo Faurie (Santa Fe, 24 de diciembre de 1951) es un abogado y diplomático argentino. Desde el 12 de junio de 2017 hasta el 10 de diciembre de 2019 fue ministro de Relaciones Exteriores y Culto de la Nación Argentina, como parte del Gobierno de Mauricio Macri. Actualmente es el embajador de la República Argentina en Chile desde diciembre de 2023, nombrado bajo la presidencia de Javier Milei.

## Biografía

### Primeros años
Estudió en el Colegio de La Inmaculada Concepción, graduándose de abogado en la Universidad Nacional del Litoral.
Ocupó cargos en las embajadas argentinas en Venezuela (1978-79), Jamaica (1979), Trinidad y Tobago (1979-80), En 2002 fue echado de la vicecancillería por Ruckauf, luego de que la Oficina Anticorrupción lo denunciara por ocultar una sociedad con el secretario privado de Carlos Menem, conocido como el escándalo de las cuentas en Suiza. y Chile (1989-92). En su paso como asesor de la embajada en Brasil desataría una controversia diplomática con Colombia al otorgar refugio a Jorge Luis Ochoa, narcotraficante y lugarteniente de Pablo Escobar sobre quién pesaba una orden de arresto de la Interpol, y posteriormente  acusados y condenado por la introducción de 7.5 toneladas de cocaína a Estados Unidos, y del lavado de 25 millones de dólares

### Secretario de Relaciones Exteriores
Se desempeñó como jefe de protocolo de la Casa de Gobierno durante la presidencia de Carlos Menem, y posteriormente fue Secretario de Relaciones Exteriores durante la gestión del Ministro Carlos Ruckauf en 2002. Faurie siendo director de Ceremonial de la Cancillería, le renovó en 1999 el pasaporte diplomático a su amigo Ramón Hernández (secretario privado de Menem), por el plazo de cinco años. Ese tipo de pasaportes permite pasar las aduanas sin control en los aeropuertos del mundo. Faurie y Hernández eran socios en Costes S.R.L., sociedad con domicilio legal en el Alvear Palace Hotel. Cuando en 2002 se detectaron cuentas secretas de Hernández en Suiza. En 2002 fue echado de la vicecancillería por Ruckauf, luego de que la Oficina Anticorrupción lo denunciara por ocultar una sociedad con el secretario privado de Carlos Menem, conocido como el escándalo de las cuentas en Suiza.

### Canciller
Organizó asunción presidencial de Mauricio Macri en diciembre de 2015. Tras ello fue designado por Macri embajador en Francia (julio de 2016 a mayo de 2017).
En junio de 2017, tras la renuncia de Susana Malcorra fue designado ministro de Relaciones Exteriores y Culto. En junio de 2019 anunció desde Bruselas que el Mercosur había llegado a un acuerdo comercial con la Unión Europea. El fiscal interviniente en una denuncia realizada el 30 de octubre de 2018 por presuntos delitos contra Faure por Rubén Rada, presidente de la Confederación de Combatientes de Malvinas, la rechazó afirmando que se basaba en una apreciación de orden personal.
La Unión Europea cuestionó al gobierno argentino por la listas negras organizadas por el gobierno y la cancillería argentina en la Cumbre. La decisión del gobierno de Mauricio Macri a través de la Cancillería de impedir el ingreso al país de un activista noruego y disponer su deportación a Brasil, generó un conflicto diplomático. Petter Titland, el activista deportado, consideró que la reunión ministerial de la OMC es "una oportunidad para que el mundo vea" que el Gobierno de Mauricio Macri es "cada vez es más autoritario y tiene presos por razones políticas". También fue deportada y agredida la periodista  británica Sally Burch, crítica de la gestión de Mauricio Macri, quien recibió amenazas de ser deportada a Ecuador, pese a que contaba con un habeas corpus de la justicia argentina para permanecer en el país. Este último caso llevó a Edison Lanza, relator especial de la CIDH para la Libertad de Expresión, a denunciar que “Estamos en contacto con gobierno argentino por deportación de la periodista Sally Burch. Sería grave impedirle cubrir cumbre OMC por su línea editorial”. Esta situación generó críticas y pedidos de embajadas extranjeras, como las de Holanda y Brasil, considerando que era "la primera vez en la historia de la Organización Mundial del Comercio que un país anfitrión adopta una medida de esta naturaleza. Y pide que se revierta pues deja "a la Argentina en una posición extremadamente incómoda, ya que constituye una limitación a las reglas básicas de funcionamiento de la OMC
En las elecciones de 2019 se denunciaron serias irregularidades ocurridas con el voto de argentinos en el extranjero, además de irregularidades en el procedimiento y en el escrutinio 
 presentando el Frente de Todos una denuncia judicial tras recabar testimoniosde diferentes situaciones registradas en los Estados Unidos, Francia, Holanda, Suecia, Austria, y Uruguay donde las autoridades consulares y diplomáticas de la cancillería habrían llevado a cabo maniobras para engrosar el apoyo al oficialismo de Juntos por el Cambio con los que Mauricio Macri habría sacado el exterior un 77% de los votos frente al 17% de su rival, denunciándose entre otras irregularidades: el voto múltiple, que en muchas mesas los jefes de mesa que por ley debían ser apartidarios pertenecían a Cambiemos, la falta de firmas en los padrones, qué las personas a cargo del escrutinio eran fiscales del gobierno y partidarios de Cambiemos, desplazamiento de autoridades de mesa, violación al horario electoral permitiendo en Miami votar a gente fuera de horario, irregularidades en las firmas y falta de identidad de los votos por correo en Londres y el consulado en Holanda. También se denunciaron una serie de "irregularidades" ocurridas en los consulados habilitados para recibir sobres de votación por correo en siete consulados argentinos en distintos países denunciaron que se abrieron los sobres del voto por correo sin presencia de todos los fiscales. En Londres, en tanto, "no se cargaron las firmas digitales por lo cual los votos no podrán computarse y en Miami no realizaron el procedimiento de recuento de sobres. en Estocolmo la embajadora designada por Macri se negó rotundamente a hacer el procedimiento con los votos por correo Finalmente la oposición criticó las irregularidades detectadas que implicaban al personal del Ministerio de Relaciones Exteriores. En las sedes de Estados Unidos y Suecia las autoridades de las embajadas se negaron a realizar el procedimiento de apertura de sobres y constatación de identidad de los votantes por correo, en otras sedes, los fiscales se encontraron con que los sobres ya habían sido abiertos a medida que fueron llegando, sin ningún tipo de control por parte de las fuerzas políticas Días antes la prensa denunció que Cambiemos entregó datos privados de argentinos en el exterior para beneficiar a Mauricio Macri, violando la ley de protección de datos personales. Diferentes embajadas argentinas usaron contactos privados cedidos al Estado para propaganda oficialista que implicó el uso de recursos públicos con propaganda al gobierno. Desde el consulado de Argentina en Madrid, se enviaron mensajes de "voluntarios de Juntos por el Cambio en el exterior" llamando a votar por el oficialismo. El uso de los recursos oficiales para destinarlos a actividades partidarias fue denunciada por ciudadanos argentinos en Berlín, Austria, Perú, Canadá, Suiza, etc. Con la llegada de Javier Milei a la presidencia varios miembros del gobierno macrista volvieron a ocupar cargos de primera línea en el gobierno. Faurie fue el arquitecto del armado del gabinete de Diana Mondino, a su vez ubicó a diplomáticos leales en embajadas claves entre ellas la de Brasil y China.

#### Cuestión Malvinas
Desde este cargo firmó una serie de acuerdos ratificados con el entonces canciller británico Boris Johnson, en la reunión del G20; que deja en manos de los kelpers y el gobierno británico el manejo de más de 3 millones de km² de plataforma marítima argentina. El acuerdo de Faurie transfirió al gobierno colonial de las islas Malvinas la propiedad y el control de los recursos desde el paralelo 48.3 al paralelo 60. Ellos van a tener el control pesquero, manejar las licencias y empezar a buscar nuevas especies; desde el norte del archipiélago hasta el límite antártico. Ante ello el Consejo Asesor el Observatorio Cuestión Malvinas de Tierra del Fuego, pidió a la gobernadora fueguina Rosana Bertone que inicie acciones penales contra el Ejecutivo Nacional encabezado por Mauricio Macri y el canciller Faurie "por el delito de desintegración territorial y por la cesión territorial de la jurisdicción de Tierra del Fuego y de la Argentina". Tras ello diversos sectores pidieron su juicio político.

## Vida personal
En cuanto a su vida personal se sabe que no ha contraído matrimonio, ni tampoco se le conocieron relaciones sino hasta el año 2016, en donde se lo vincula con Juan Martín Leccese, productor de televisión. Si bien nunca ha hablado al respecto, públicamente se han mostrado juntos en el Palacio San Martín, el día en que Faurie brindó un discurso de agradecimiento como finalización de gestión. También se han mostrado en ocasiones en el palco oficial del Abierto de Polo de Palermo, como también en los velatorios de Fernando de la Rúa y Carlos Menem, ambos en el Congreso de la Nación. En su círculo íntimo confirman la relación y afirman que se conocieron en Paris, mientras Faurie era embajador. 
En el año 2019 cuando todavía era canciller, fue invitado a una entrevista en el programa de Nancy Pazos (Crónica TV) para hablar sobre el acuerdo de libre comercio entre la Unión Europea y el Mercosur. Durante los últimos segundos de la entrevista, aprovechando el clima agradable, la periodista le hace un comentario dejando claras sus dudas, respecto a la elección sexual de Faurie, y ante una contestación sin ánimos de tapar nada, ella le dice "no me digas que saliste del clóset", a lo que él contesta "hace rato!..."
"Periodista: Muchísimas gracias canciller Jorge Faurie. Miren lo que es esto…(mientras le besa la mano para despedirse)
Canciller: Me encantó y aparte muy sexy con ese collarcito ahí…
Periodista: Ay bueno, como estamos!
Canciller: Un décolleté (escote) eh…
Periodista: Y yo… mirá te tenía dudas
Canciller: Seguilas teniendo… tranquila, seguilas teniendo
Periodista: ¿No me digas que saliste del placard ya?
Canciller: Hace rato."
(fuente: texto Infobae)

## Embajador en Chile
El 22 de enero de 2024 fue designado embajador bajo el mandato de Milei. Faurie había organizado también la asunción de Milei el 10 de diciembre de 2023.
En 2024 causó un entredicho con Chile cuando varios diplomáticos acusaron a Faurie de maltratar a diplomáticos chilenos tras afirmar que "mi país (Argentina) ya era potencia agrícola mientras ustedes (Chile) recién aprendían a comer".
Días antes ya había causado controversias en Chile por malos modales, entre ellos en una reunión de alto nivel donde solo saludó a dos funcionarios presentes e ignoró por completo al delegado presidencial de Gabriel Boric. Varios medios argentinos dieron cuenta que Faurie había adoptado el perfil agresivo de la presidencia de Javier Milei y criticaron en desempeño de Faurie como diplomático. El 15 de marzo, generó un nuevo incidente diplomático al ignorar al delegado presidencial provincial de Los Andes, no reconociendo su figura como autoridad válida. El 23 de marzo, en un comunicado oficial, la República de Chile manifestó “preocupación” al embajador de Argentina Jorge Faurie por dichos contra delegación nacional. Sus palabras causaron repudio de todo el arco político chileno, a excepción del sector cercano a José Antonio Kast. El exembajador, exsubsecretario de Defensa Gabriel Gaspar señaló que declaraciones de Faurie “son agresivas, imprudentes y ofensivas”.

## Causas judiciales
La Oficina Anticorrupción denunció en 2002 a Faurie ante la Justicia por omisión maliciosa de dicha sociedad en su declaración jurada, causa que quedó en ese entonces a cargo de la jueza federal María Servini de Cubría. La investigación de la Oficina Anticorrupción determinó que según un informe de la AFIP "surge que la provincia de Santa Fe informó que Faurie sería titular de dos terrenos, los que tampoco estarían mencionados en su declaración jurada patrimonial y financiera" de 2002.